# Юль, Даниэль
Даниэль Юль (фр. Daniel Yule; 18 февраля 1993, Мартиньи) — швейцарский горнолыжник, олимпийский чемпион 2018 года и чемпион мира 2019 года в командном первенстве. Специализируется в слаломных дисциплинах.

## Карьера
Юль родился в Мартиньи, дебютировал на этапах Кубка мира в январе 2012 года. Специализируется и выступает в основном в соревнованиях по слалому.
На зимних Олимпийских играх 2014 года в Сочи после первой попытки в слаломе был 12-м, однако во второй сошёл с дистанции.
21 января 2018 года он занял свой первый подиум на Кубке мира (3-й) в слаломе в австрийском Кицбюэле. В этом же сезоне он ещё раз поднимался на подиум в Шладминге.
На зимних Олимпийских играх 2018 года в Пхёнчхане занял 8-е место в слаломе. В составе команды Швейцарии он выиграл олимпийское золото командного турнира и стал олимпийским чемпионом.
В сезоне 2018/2019 года он одержал первую победу на этапах Кубка мира. 22 декабря 2018 года в Италии он опередил всех по результату двух попыток в слаломном спуске. На чемпионате мира 2019 года в шведском Оре в командных соревнованиях впервые стал чемпионом мира.
В январе 2020 года выиграл за 18 дней три старта в слаломе на этапах Кубка мира. По итогам сезона 2019/20 второй раз подряд занял третье место в зачёте слалома в Кубке мира.
На Олимпийских играх 2022 года занял шестое место в слаломе, отстав на 0,16 сек от бронзового призёра.
22 декабря 2022 года в Мадонне-ди-Кампильо выиграл свой пятый в карьере слалом на этапе Кубка мира, победив впервые с января 2020 года.

## Результаты на крупнейших соревнованиях

### Зимние Олимпийские игры
| Олимпийские игры | Скоростной спуск | Супергигант | Гигантский слалом | Слалом | Комбинация | Команды |
| ---------------- | ---------------- | ----------- | ----------------- | ------ | ---------- | ------- |
| 2014 Сочи        | —                | —           | —                 | DSQ2   | —          | н/д     |
| 2018 Пхёнчхан    | —                | —           | —                 | 8      | —          | 1       |
| 2022 Пекин       | —                | —           | —                 | 6      | —          | —       |

### Призовые места на этапах Кубка мира (17)
| №  | Сезон   | Дата            | Место               | Дисциплина | Место |
| -- | ------- | --------------- | ------------------- | ---------- | ----- |
| 1  | 2017/18 | 21 января 2018  | Кицбюэль            | Слалом     | 3     |
| 2  | 2017/18 | 23 января 2018  | Шладминг            | Слалом     | 3     |
| 3  | 2018/19 | 22 декабря 2018 | Мадонна-ди-Кампильо | Слалом     | 1     |
| 4  | 2018/19 | 29 января 2019  | Шладминг            | Слалом     | 3     |
| 5  | 2018/19 | 17 марта 2019   | Сольдеу             | Слалом     | 3     |
| 6  | 2019/20 | 24 ноября 2019  | Леви                | Слалом     | 3     |
| 7  | 2019/20 | 8 января 2020   | Мадонна-ди-Кампильо | Слалом     | 1     |
| 8  | 2019/20 | 12 января 2020  | Адельбоден          | Слалом     | 1     |
| 9  | 2019/20 | 26 января 2020  | Кицбюэль            | Слалом     | 1     |
| 10 | 2019/20 | 28 января 2020  | Шладминг            | Слалом     | 3     |
| 11 | 2021/22 | 16 января 2022  | Венген              | Слалом     | 2     |
| 12 | 2021/22 | 9 марта 2022    | Флахау              | Слалом     | 3     |
| 13 | 2022/23 | 22 декабря 2022 | Мадонна-ди-Кампильо | Слалом     | 1     |
| 14 | 2022/23 | 22 января 2023  | Кицбюэль            | Слалом     | 1     |
| 15 | 2022/23 | 4 февраля 2023  | Шамони              | Слалом     | 3     |
| 16 | 2023/24 | 21 января 2024  | Кицбюэль            | Слалом     | 3     |
| 17 | 2023/24 | 4 февраля 2024  | Шамони              | Слалом     | 1     |